# أرماني
أرماني هي شركة عالمية ذات أصل إيطالي لتصميم وتصنيع الأزياء. وهي شركة خاصة تتخذ من مدينة ميلان مقرًا لها في إيطاليا، وبعد التوسع في الشركة وُضِعَت الخطة لكي تكون منتجات عالميا ولا تقتصر على إيطاليا فقط، أسسها جورجو أرماني وسيرجيو قيلوتي وهو مديرها الحالي. يوجد في الشركة نحو 4700 موظف وبلغ ايرادات الشركة نحو $1.69 مليار في عام (2005) 
خطط أرماني وشركة (إعمار) لإطلاق سلسلة من الفنادق والمنتجعات السياحية الراقية في المدن الكبرى مثل: نيويورك وطوكيو وبالفعل قام بتشغيل سلسلة من المقاهي في جميع أنحاء العالم بالإضافة إلى عدد من الحانات والمطاعم والنوادي الليلية.

## التاريخ
التأسيس:
أسس أرماني وسيرجيو غاليوتي شراكة في ميلانو عام 1975 برأس مال قُدر بنحو 10,000 دولار، في الوقت الحالي يعمل لدي شركة أركاني ما يقرب من 4700 عامل ولديها 13 شركة في المكسيك وجميع أنحاء العالم، ولديها حوالي 300 متجر في 36 دولة.
ومؤخراً قامت بتشغيل (هوت كوتور) والذي حاز على شهرة كبيرة خلال أسبوع الموضة في باريس وكان تحت إشراف أرماني بريفي.
ولأرماني علامة تجارية معروفة في مجال مستحضرات التجميل يتم انتاجها وتوزيعها بواسطة قسم الترفيه بشركة لوريال والتي أقامت معها أرماني تعاون طويل المدي.

## العلامات التجارية التي تحمل اسم أرماني

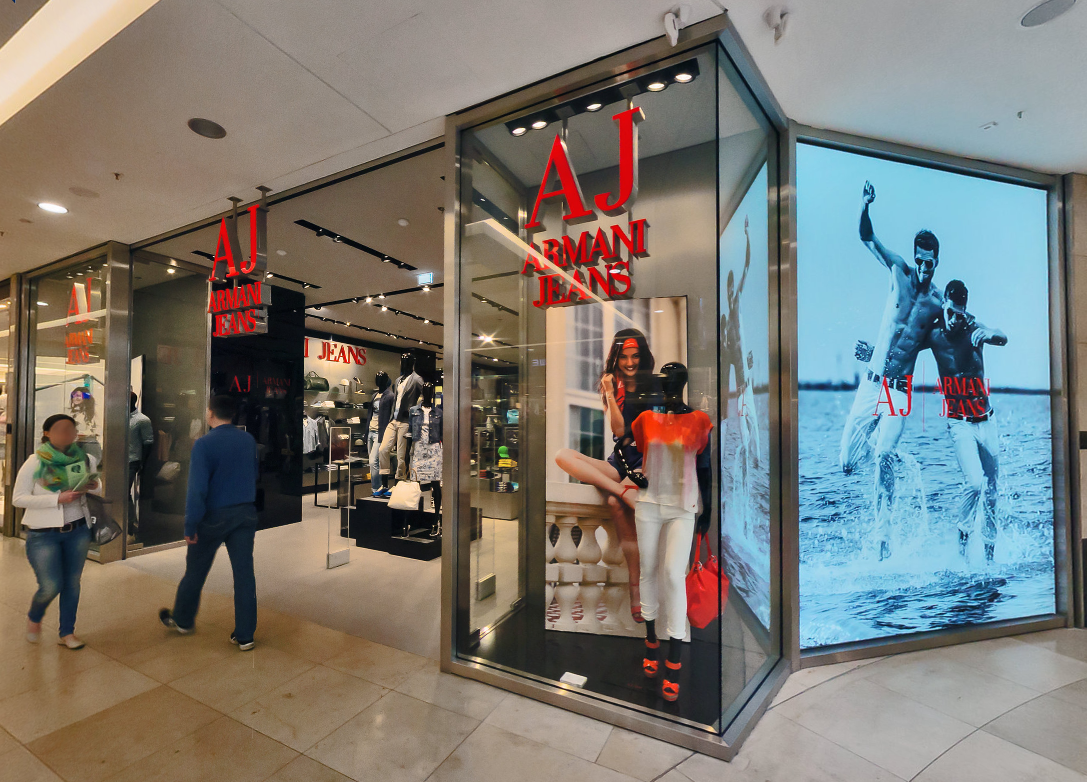
أرماني للجينز

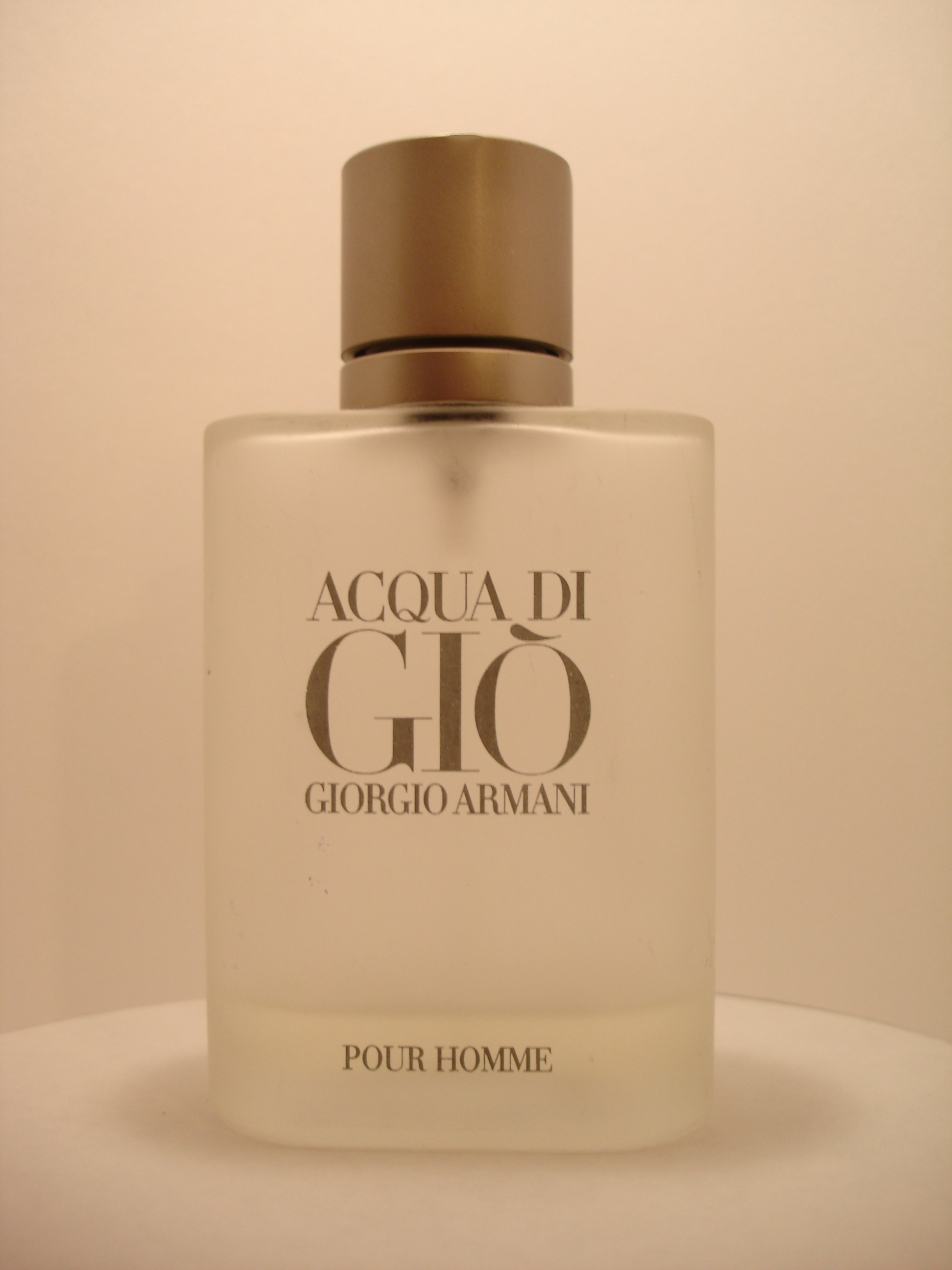
عطور أرماني

### أرماني كاسا[4]
ويتم فيها بيع تشكيلات راقية من الأثاث، المصابيح، مفروشات السرير ومستلزمات غرفة الطعام.
تعتبر الأسعار بشكل عام مرتفعة فعل سبيل المثال تصل تكلفة كرسي بسيط جداً الي 9,985 دولار.
المتاجر الخاصة بتلك العلامة التجارية متاحة بأكثر من 40 دولة حول العالم، كما انها اختارت متاجر نيمان ماركوس لبيع منتجتها.

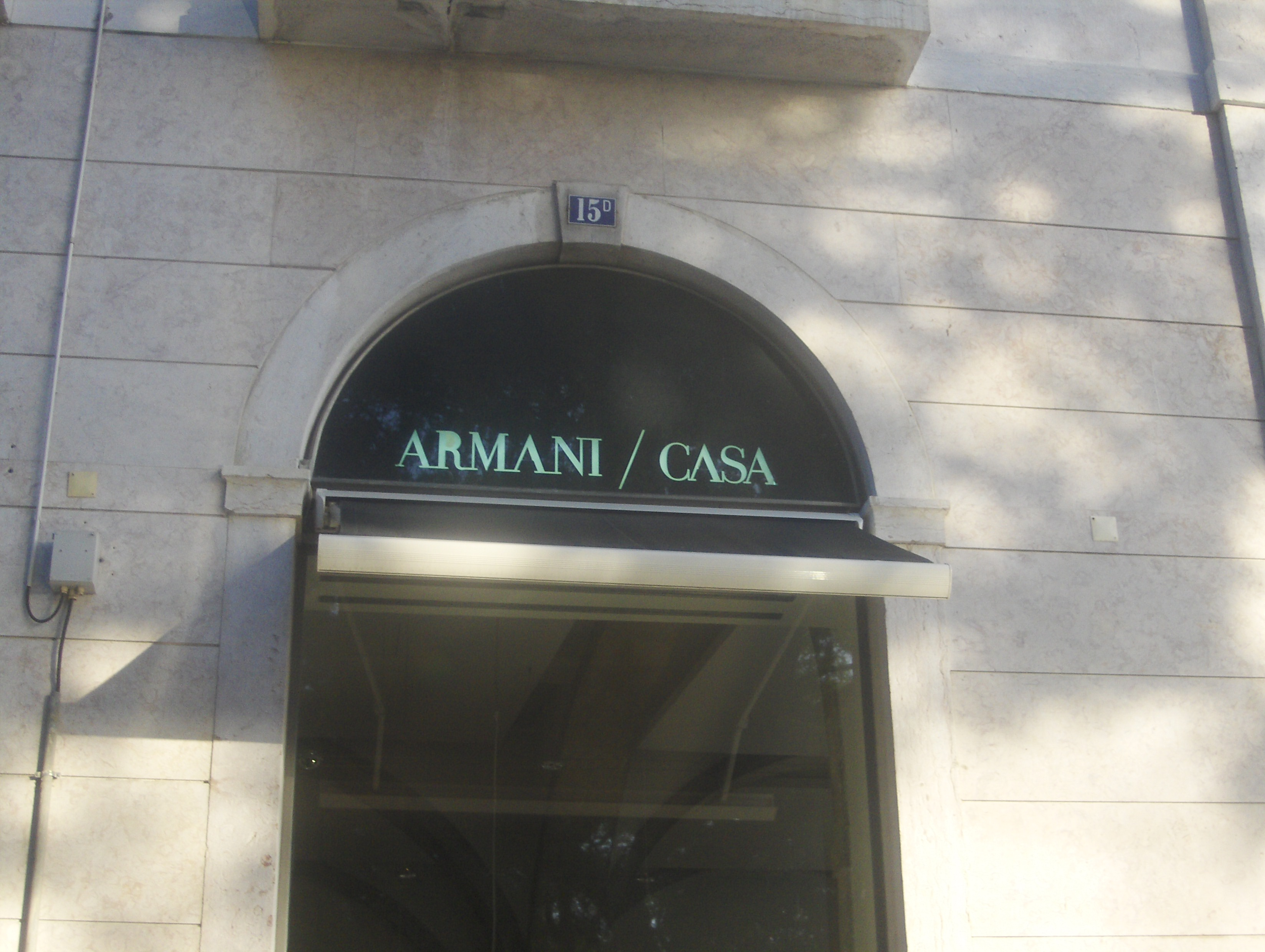
أرماني كاسا (لشبونة)

### أرماني لمستحضرات التجميل
وهي علامة تجارية مختصة في بيع مستحضرات التجميل، أدوات العناية بالشعر، العطور والكولونيا.
يتم انتاجها وتوزيعها بواسطة قسم الترفيه بشركة لوريال والتي أقامت معها أرماني شراكة طويلة المدي.
ومنتجتها متاحة في العديد من المتاجر بجميع أنحاء العالم، كما أن لها القليل من متاجر التي تحمل اسمها.

### فنادق أرماني
قام كل من أرماني وشركة (إعمار) للعقارات بتوقيع عقد شراكة عام 2004، لذلك قامت (إعمار) ببناء وتشغيل ما لا يقل عن 7 فنادق راقية و3 منتجعات سياحية وجميعها يحمل اسم أرماني، وأصبحت أرماني مسؤولة عن التصاميم والملحقات الداخلية الخاصة بتلك الفنادق.
وتم افتتاح أول فندق في دبي عام 2009

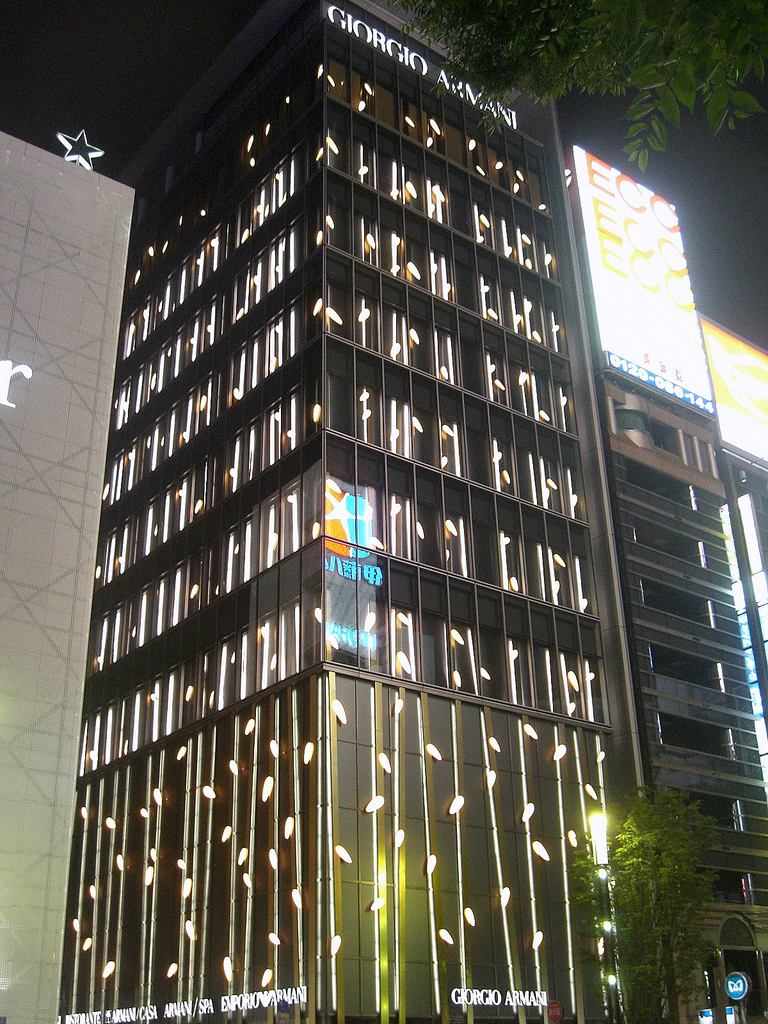
برج أرماني في طوكيو.

ويشغل الفندق أول 37 طابق من برج خليفة في دبي (الإمارات العربية المتحدة)، وقد قام جورجو أرماني أيضاً بالتصاميم الداخلية لناطحة السحاب.

### حلوي أرماني

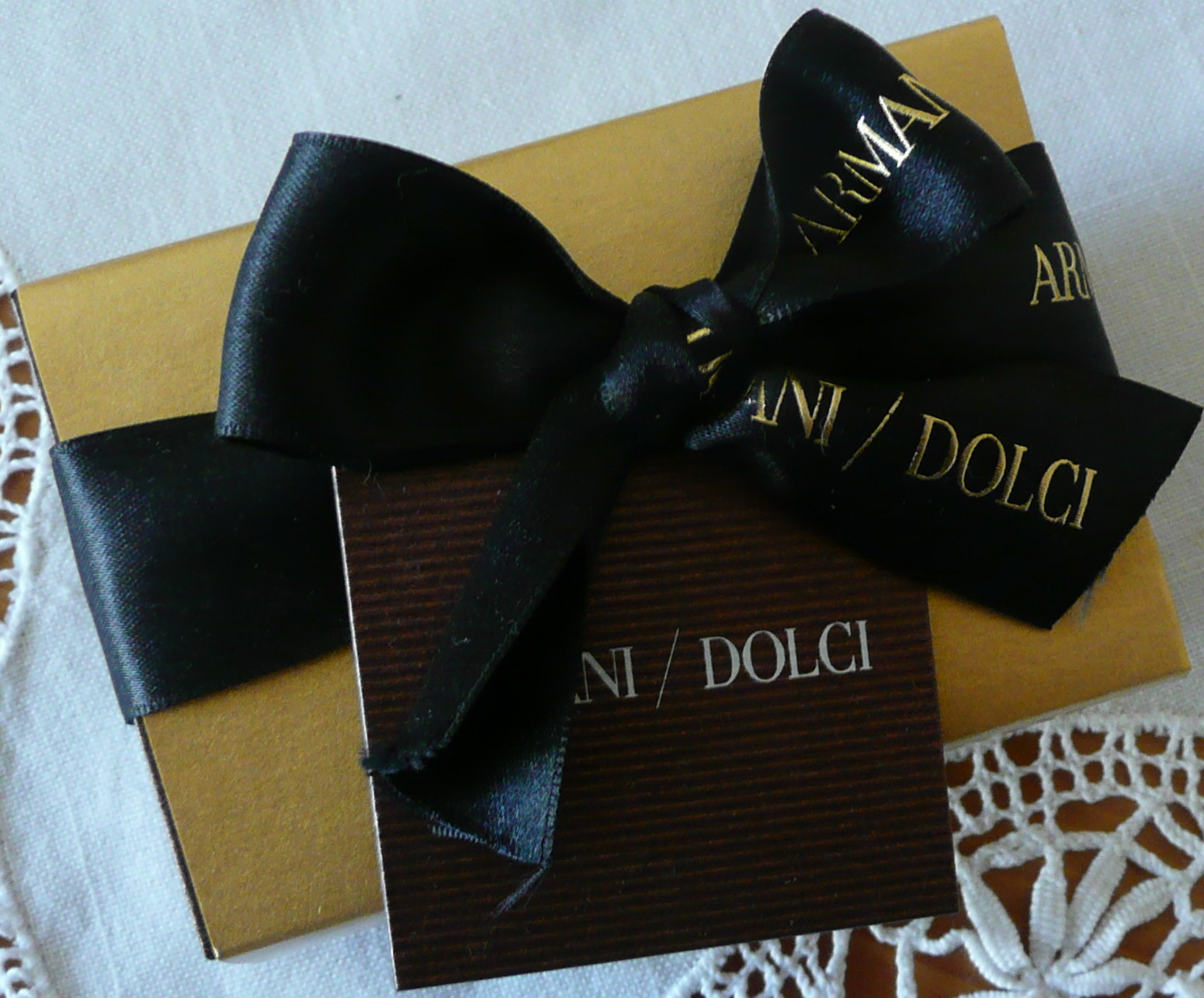
حلوي ارماني.

### حلوي أرماني[10]
متجر راقي لبيع الشكولاتة.

### أرماني إكستشينج
أُسِّسَت في عام 1991 بواسطة (آي بي إم إيه آي إكس) والتي تستهدف العملاء من فئة الشباب وتتميز بأسلوبها الرفيع للملابس الجاهزة خاصة الجينز، المعاطف، القمصان من ماركة بولو والأزياء الرياضية.
تعتبر العلامة التجارية الأوسع انتشاراً مقارنة بباقي علامات أرماني كما أن لها الكثير من العملاء خاصة بالولايات المتحدة الأمريكية.
تستهدف المنتجات فئة الشباب (20-25 عاماً) الذين يفضلون الأسلوب العصري.

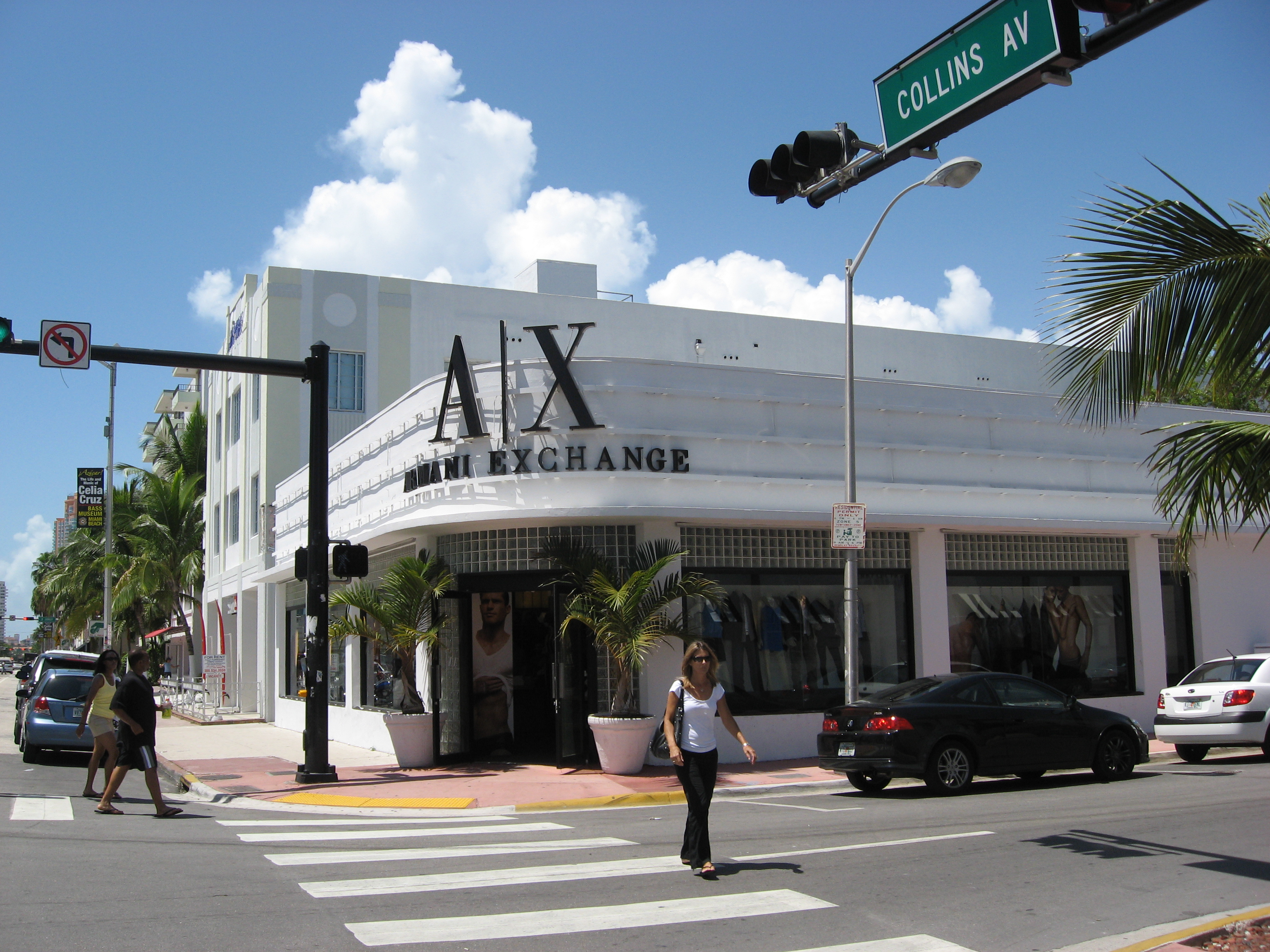
أرماني إكستشنج.

#### فروع أرماني إكستشينج

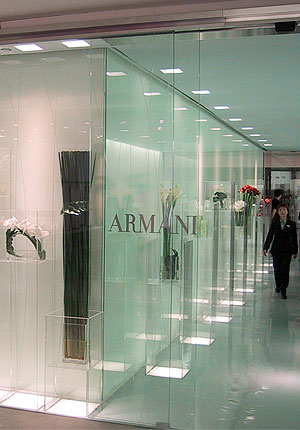
أرماني (هونج كونج).

##### الولايات المتحدة الأمريكية
لها 73 متجر و8 مراكز تجارية.
نيويورك: تم افتتاح متجر جديد في أغسطس 2008.

##### المملكة المتحدة البريطانية
- مركز بلو وتر التجاري (كنت) يعتبر أول متجر تم افتتاحه في بريطانيا.[12]
- مركز ميت كارتر التجاري (ليفربول).
- تارافورد سنتر (منشستر).
- برلنج (برمنغهام) قامت بافتتاح أكبر مجموعة متاجر لها عام 2007.

##### البرازيل
مورومبي (ساو باولو) تم افتتاح متجر جديد عام 2006.

##### المكسيك
المركز التجاري (أنتارا) تم افتتاح عدد من المتاجر عام 2007.

##### كندا
تم افتتاح متجر جديد في أغسطس 2008.

##### شيلي
(سانتياغو) تم افتتاح متجرين عام سبتمبر 2008.
(فينيا ديل مار) 2013.
(أنتوفاغاستا) 2013.

##### كوستاريكا
(سان خوسيه) افتتحت أول متجر لها عام 2009.

##### جمهورية الدومينيكان
(سانتو دومينجو) يوليو 2010.

##### بيرو
(ليما) 2012 ويضم المركز فرع لامبريو أرماني أيضاً.

##### كولومبيا
(بوغوتا) 2013.
قدمت أرماني إكستشينج الألبوم الغنائي للفنان تييستو (بحثاً عن شروق الشمس) للجولة الصيفية عام 2008 وفي تلك الجولة تعاون تييستو مع أرماني إكستشينج وكان الهدف من ذلك التعاون هو الترويج لكل منهما حيث قدمت أرماني إكستشينج الأزياء لتييستو أثناء ألبومه الغنائي.

### أرمانيللجينز[14]
وهي علامة تجارية للملابس الجينز تم تأسيسها عام 1981 بواسطة جورجو أرماني.
وتختلف أرماني للجينز عن أرماني إكستشينج أن منتجتها تتواجد في منافذ البيع الكبرى وليس في المتاجر المستقلة، ومع ذلك يوجد ما يقرب من 15 متجر مستقل لبيع جينز أرماني في مختلف دول العالم.
فعلاوة على ميلانو تقع تلك المتاجر المستقلة في المكسيك، إيطاليا، دبي، لبنان، سلفادور، اليابان واسبانيا، كما انها تحظي بشهرة واسعة في آسيا حيث منافذ البيع في (تاكاشيمايا).

### امبريو أرماني[15]
تعتبر العلامة التجارية الأكثر استهدافاً للشباب، وتعتبر ثالث علامة تجارية لأرماني من حيث الانتشار والشهرة حيث تتواجد في 13 متجر بالولايات المتحدة الأمريكية وفي أكثر من 140 متجر على مسنوى العالم.
تتنوع منتجتها بين ملابس جاهزة، عطور، نظارات شمسية، ساعات واكسسوارات.

#### (EA7) امبريو أرماني
وتتخصص في الملابس الرياضية، وقد قدمت الأزياء الرياضية للفريق الإيطالي في الألعاب الأوليمبية والبارالمبية من لندن عام 2012.

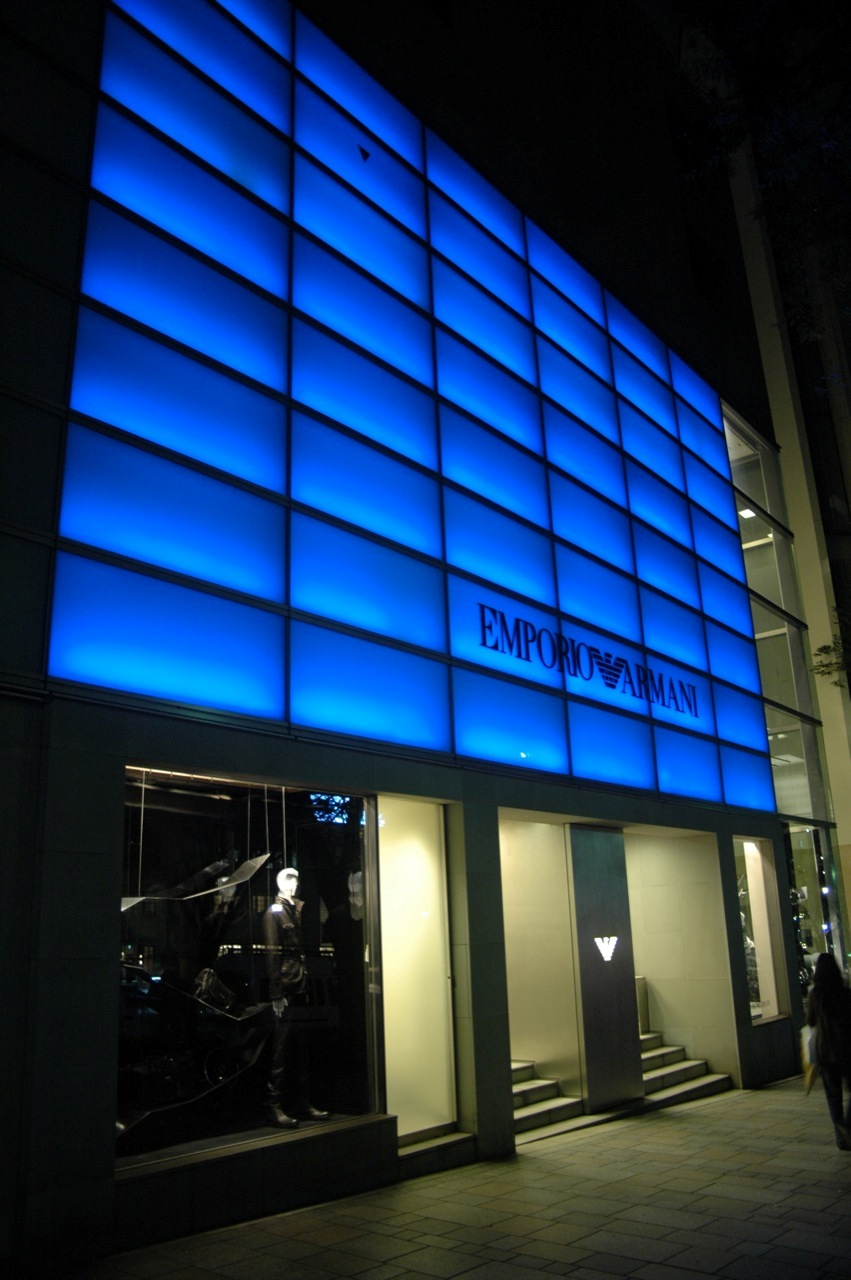
فرع إمبريو أرماني (طوكيو).

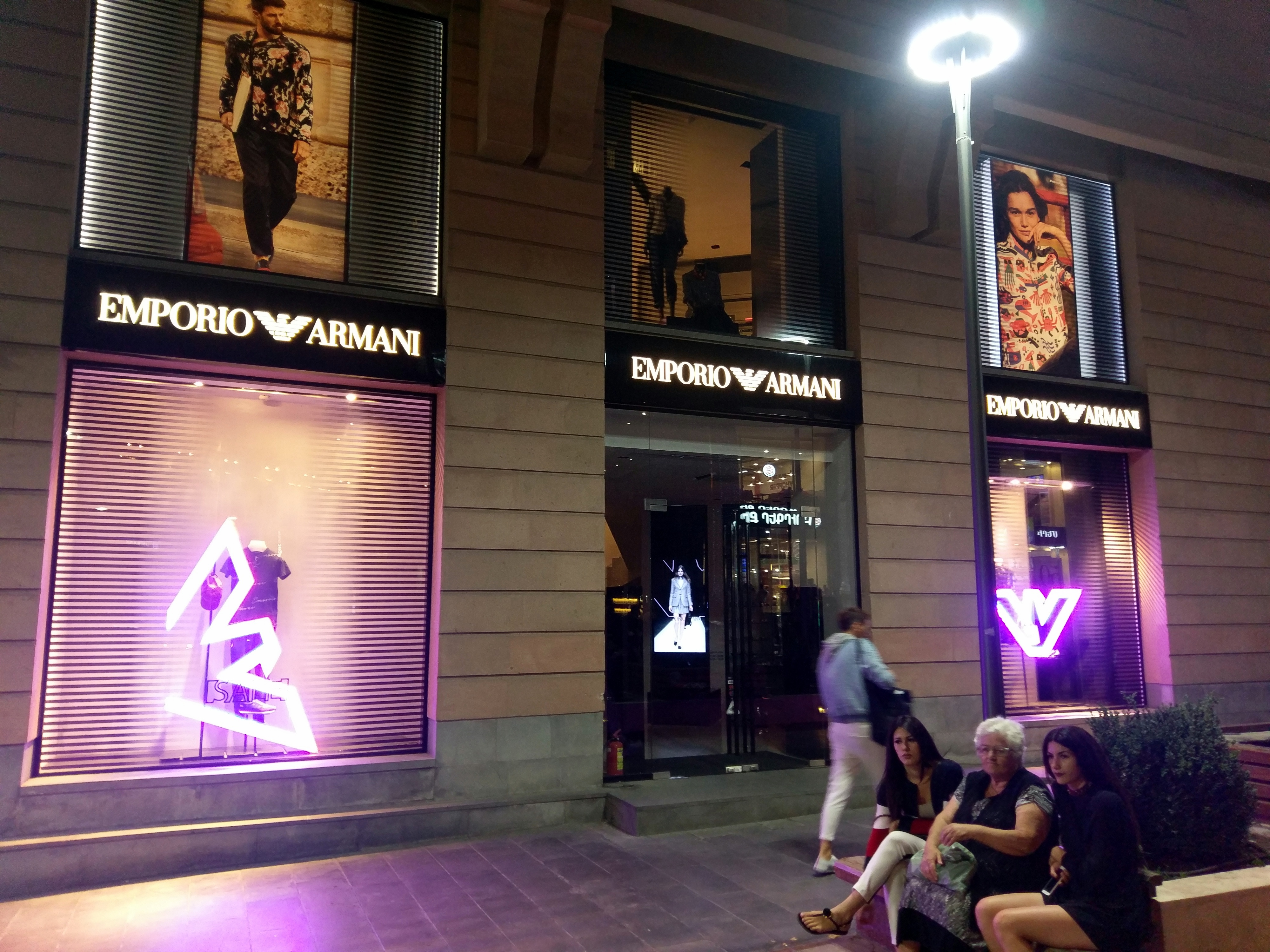
فرع امبريو أرماني (شمال أفينيو، يريفان)

### أرماني كوليزيوني[20]
هي علامة تجارية راقية للمصمم الإيطالي جورجو أرماني وتعتبر أسعارها مرتفعة مقارنة ب أرماني إكستشينج وأرماني للجينز وامبريو أرماني ولكنها أقل سعراً من جورجو أرماني وأرماني بريفي.
تستهدف تلك العلامة التجارية العملاء من فئة كبار السن الذين لا يبحثون عن (الأسلوب العصري) ولكن تركز على الأسلوب الكلاسيكي الراقي، كما أن لها متاجر مستقلة (وتكون حصرية فقط للعلامة التجارية أرماني كوليزيوني).

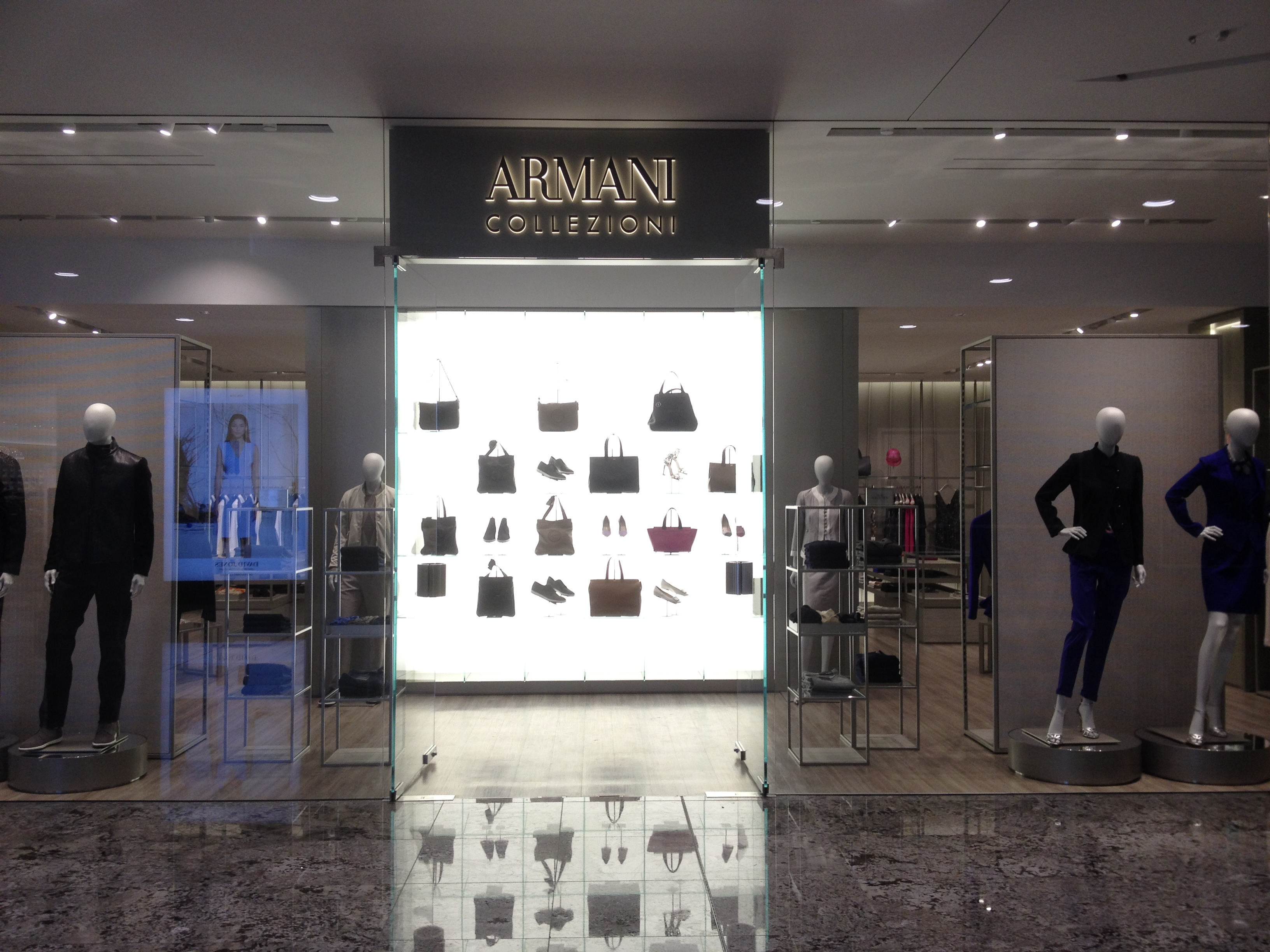
أرماني كوليزيوني.

### أرماني بريفي[21]
هي علامة تجارية راقية تقدمها أرماني وتعتبر أول من قدمت عرض رفيع المستوى ل (هوت كوتور) عبر الإنترنت أثناء أسبوع الموضة بباريس.

### جورجو ارماني
تعتبر سفينة القيادة لمجموعة أرماني وتعتبر العلامة التجارية الأعلى سعراً ومتاحة في 75 متجر حول العالم.

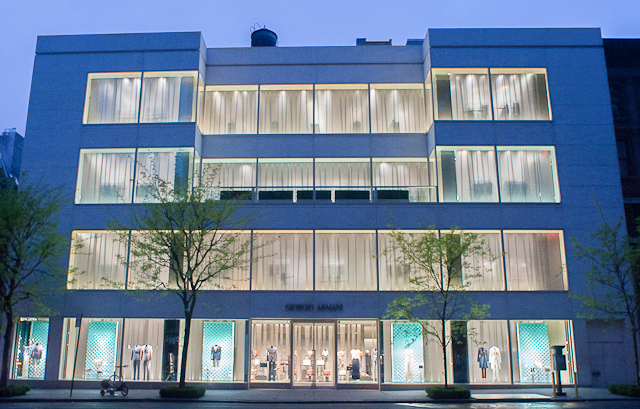
جورجو أرماني.

## وصلات خارجية
- Giorgio Armani Official website
- Armani Logos: Design and History